# Geluk voor 2
Geluk voor 2 was een Nederlands vakantiespelprogramma op tv van de AVRO dat in de zomer van 1990 op maandagavond werd uitgezonden.

## Concept
Het programma werd gepresenteerd door Fred Oster die het programma zelf had bedacht en ook produceerde. Dit was twee jaar nadat hij door de toenmalige AVRO directeur Wibo van de Linde van het scherm was gehaald.
In Geluk voor 2 draaide het om koppels (meestal echtparen) die in allerlei spelletjes met het thema vakantie de strijd tegen elkaar streden. Uiteindelijk bleef één koppel over dat in de finale zijn droomvakantie kon winnen en dus Geluk voor 2, wat de titel van het programma verklaarde. Aan het einde van het programma vertrok het winnende koppel direct per helikopter naar hun gewonnen vakantie. Ook de kijkers thuis konden mee doen en konden loten kopen, waarmee men een goed doel ondersteunde, en kon men een reis winnen. Het programma werd opgenomen in Het Land van Ooit te Drunen.
Van het programma zijn zeven afleveringen uitgezonden.